# لوك نوسيك
لوك نوسيك (بالإنجليزية: Luke Nosek)‏ (ولد في عام 1975 أو 1967) رجل أعمال أمريكي من أصل بولندي، اشتهر باشتراكه في تأسيس شركة باي بال PayPal.